# Zlátenka
Obec Zlátenka (německy Slatenka) se nachází v okrese Pelhřimov v Kraji Vysočina. Žije zde 45 obyvatel.

## Historie
První písemná zmínka o obci pochází z roku 1362.

## Pamětihodnosti
- Boží muka na návsi

## Galerie

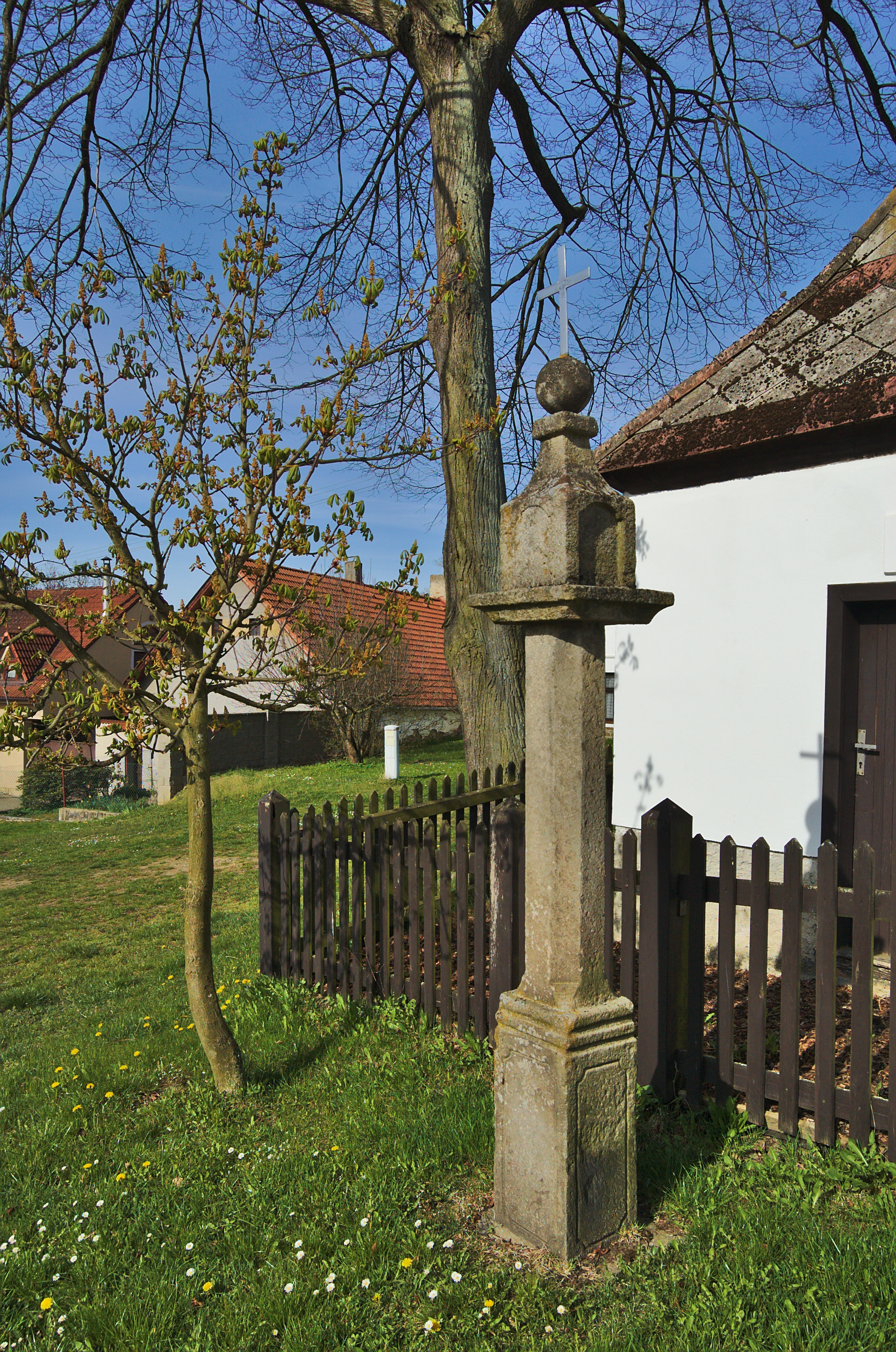
Chráněná boží muka před kaplí
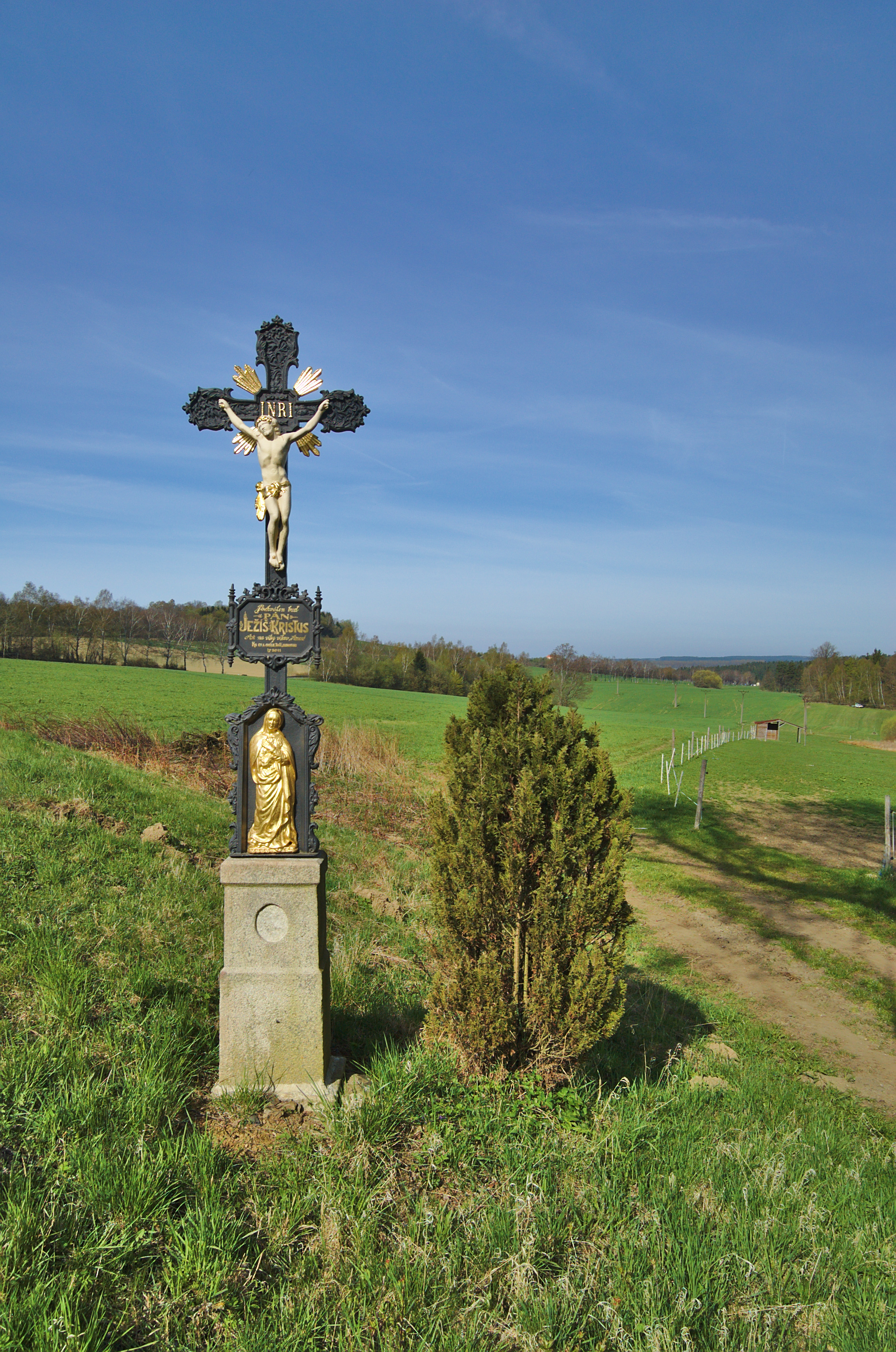
Kříž u rybníka
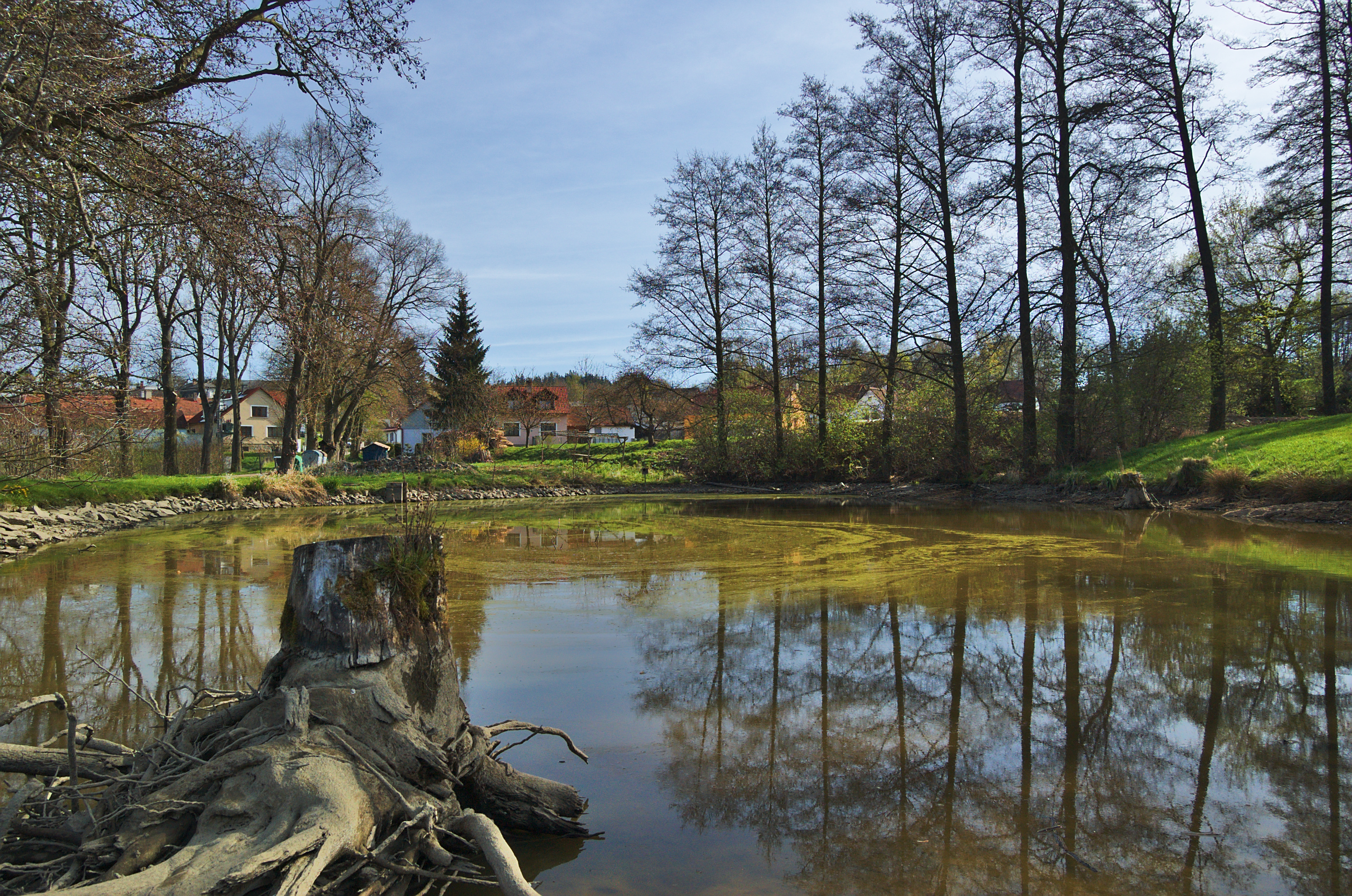
Pohled na obec přes rybník
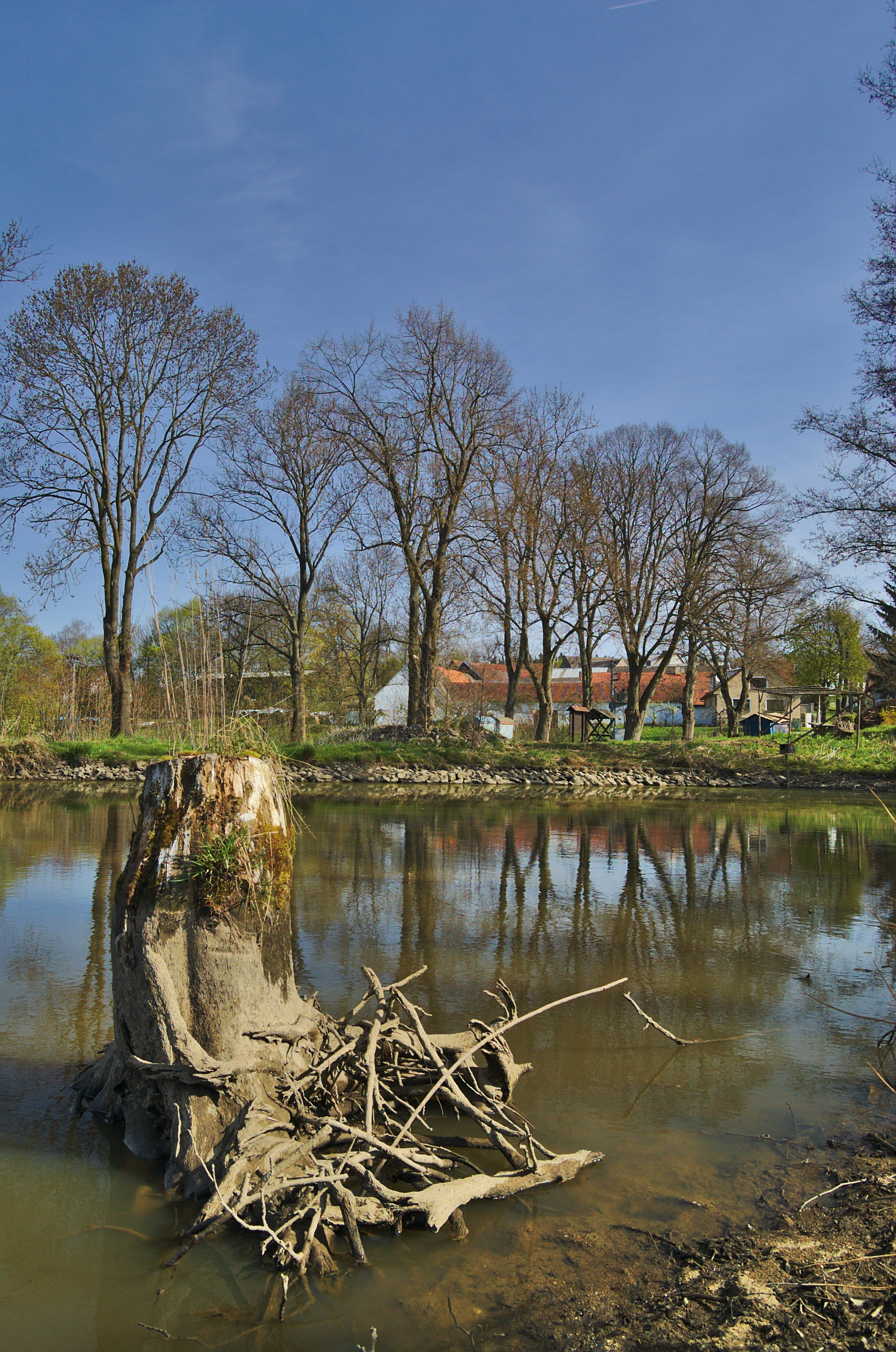
Rybník